# Palatul Mitropolitan din Iași
Palatul Mitropolitan din Iași este o clădire istorică din municipiul Iași, construită la sfârșitul secolului al XVIII-lea și refăcută în perioada 1902-1905, în care se află reședința mitropoliților Moldovei și Bucovinei. Edificiul este situat în centrul orașului Iași, la sud-vest de Catedrala Mitropolitană, pe Șos. Ștefan cel Mare și Sfânt nr. 16. 
Palatul Mitropolitan din Iași a fost inclus pe Lista monumentelor istorice din județul Iași din anul 2015, ca parte a Ansamblului Mitropoliei Moldovei și Bucovinei, având codul de clasificare  IS-II-m-A-04069.03.  Pe această listă sunt trecuți anii 1902-1907 ca perioadă de datare a construcției.

## Istoric

### Primele reședințe mitropolitane
La solicitarea turcilor care-l aduseseră pe tron în a doua sa domnie, domnitorul Alexandru Lăpușneanu (1552-1561, 1564-1568) a mutat capitala Principatului Moldovei de la Suceava, oraș fortificat și situat în nordul Moldovei, la Iași, localitate lipsită de fortificații. Cu toate acestea, scaunul mitropolitan a rămas încă un veac în vechea capitală. Viitorii mitropoliți au condus treburile administrative ale Mitropoliei fie din noua capitală, fie din Suceava. 
Ori de câte ori veneau la Iași, mitropoliții Moldovei locuiau într-o casă aflată lângă Biserica Albă (biserică aflată chiar pe locul unde este astăzi Catedrala Mitropolitană și care a fost demolată la sfârșitul secolului al XVII-lea). În secolul al XVII-lea unii ierarhi preferau să locuiască la mănăstirile ieșene (Cetățuia, Sf. Nicolae Domnesc, Golia), dar reședința principală rămânea casa de la Biserica Albă. 
Printr-un hrisov din 29 martie 1677, domnitorul Antonie Ruset (1675-1678) a hotărât mutarea reședinței Mitropoliei Moldovei de la Suceava la Iași, întrucât, potrivit practicii bizantine, scaunul mitropolitan sau patriarhal trebuie să fie în aceeași localitate cu administrația domnească. Domnitorul a construit chilii încăpătoare în jurul Bisericii Sf. Nicolae Domnesc din Iași, în care s-a mutat mitropolitul Dosoftei Bărilă (1671-1674, 1675-1686), unul dintre cei mai mari cărturari români ai vremii. 
Încă din timpul ultimei domnii a lui domniei lui Gheorghe Duca (1665-1666; 1668-1672; 1678-1683), Doamna Anastasia a dispus dărâmarea Bisericii Albe, care era grav avariată, și a construit Biserica Stratenia ("Întâmpinarea Domnului") care a îndeplinit funcția de catedrală mitropolitană. În jurul anului 1693, ea a construit și case domnești la Mitropolie. Aici au fost găzduiți în 1711 țarul Petru cel Mare al Rusiei și domnitorul Dimitrie Cantemir al Moldovei. 
Mitropolitul Iacov Putneanul (1750-1760) a construit în curtea Bisericii Stratenia o reședință mitropolitană. În această casă a locuit în vara anului 1785 domnitorul Alexandru Mavrocordat al II-lea (1785-1786), după ce au ars curțile domnești. Atunci, mitropolitul Leon Gheucă (1786-1788) s-a mutat temporar la Mănăstirea Golia. 

### Actualul palat mitropolitan
Mitropolitul Iacob Stamate (1792-1803) a refăcut reședința mitropolitană, amenajând în interior un paraclis cu hramul "Duminica Tuturor Sfinților". 
Mitropolitul Iosif Naniescu (1875-1902) a dispus în anul 1897 dărâmarea vechilor dependințe ale Palatului Mitropolitan și zidirea din temelie ale acestor case care cuprindeau locuințele slujitorilor bisericești și ai palatului, precum și bucătăria și prescurăria. Cu acest prilej a fost amplasată o placă de marmură cu următoarea pisanie: "Vechele dependințe a le vechiului palat mitropolitan de aici din Iași dărâmânduse acum în anul 1897, in locul acelora s'a inceput tot acum zidirea cu temelia din nou a acestor case, care cuprind incaperi pentru locuința servitorilor bisericești și ai casei, cum și altele necesare la economia casei și bisericei, precum bucataria și prescuraria, facânduse prin stăruința Prea Sânțitului Mitropolit Moldovei și Sucevei Iosif Naniescu. Anul 1897." În prezent, această pisanie se află în curtea catedralei vechi.
Palatul mitropolitan a fost refăcut și extins în anii 1902-1905, în timpul păstoririi mitropolitului Partenie Clinceni (1902-1908). În acea perioadă i s-a adăugat clădirii un etaj, unde s-a amenajat paraclisul "Duminica tuturor Sfinților". Pereții paraclisului au fost pictați de pictorul ieșean Gheorghe Popovici (1859-1933); printre scenele pictate de el sunt de menționat două mari compoziții in ulei: Sinodul de la Niceea și Sinodul de la Iași. 
Între anii 1959-1962, după alegerea ca mitropolit al Moldovei și Sucevei a lui Iustin Moisescu (1956-1977), au avut loc ample lucrări de sistematizare a întregului ansamblu mitropolitan. S-a construit o terasă largă în fața intrării principale (de pe latura de vest) în Catedrala Mitropolitană, s-au demolat unele clădiri vechi și s-au construit trei edificii maiestuoase: Cancelaria mitropolitană (unde se află sala de festivități, arhiva și birourile cancelariei), Protopopiatul Iași (unde funcționează astăzi Biblioteca ecumenică "Dumitru Stăniloae") și Căminul preoțesc (denumit astăzi Casa Epivata). În vara anului 1963, s-au efectuat diferite lucrări de consolidare și renovare a Palatului Mitropolitan. S-a recompartimentat spațiul interior, s-au montat pardoseli cu marmură și parchet și s-au restaurat picturile din paraclis. 
În perioada anilor 1998-2000, în timpul păstoririi mitropolitului Daniel Ciobotea (1990-2007), s-au efectuat ample lucrări de restaurare, consolidare și modernizare a palatului mitropolitan. Astfel, s-au extins spre est sufrageria de la parterul clădirii, s-a amenajat o terasă către grădina palatului, s-a pictat în frescă Paraclisul "Duminica Tuturor Sfinților" și s-a amplasat pe fațada nordică a clădirii un mozaic în stil bizantin cu chipul Sfintei Parascheva. 
În curtea palatului se află un element decorativ în formă de mitră recuperat în anul 2001 de pe acoperișul reședinței mitropolitane din Iași.

## Imagini

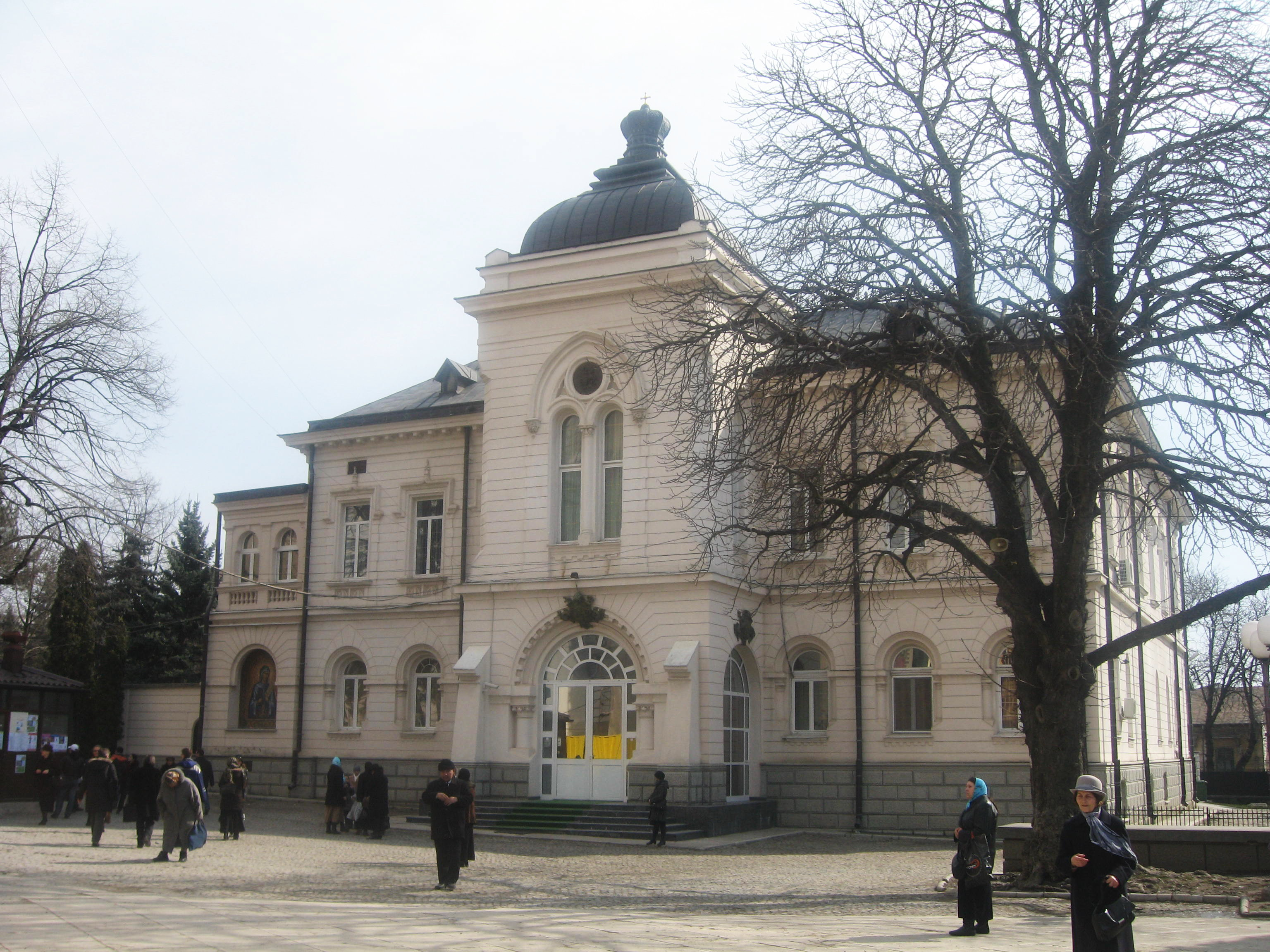
Latura nordică
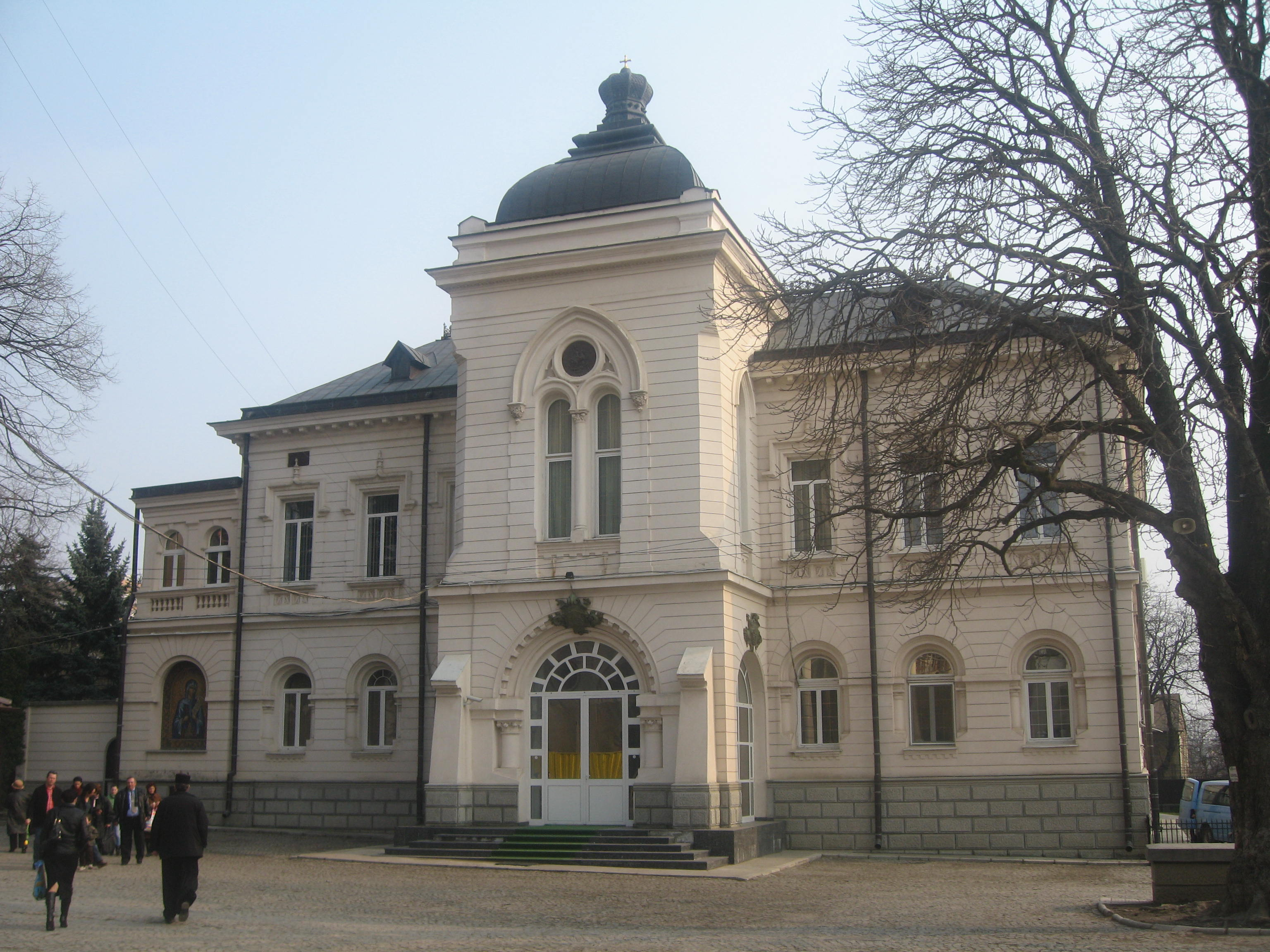
Latura nordică
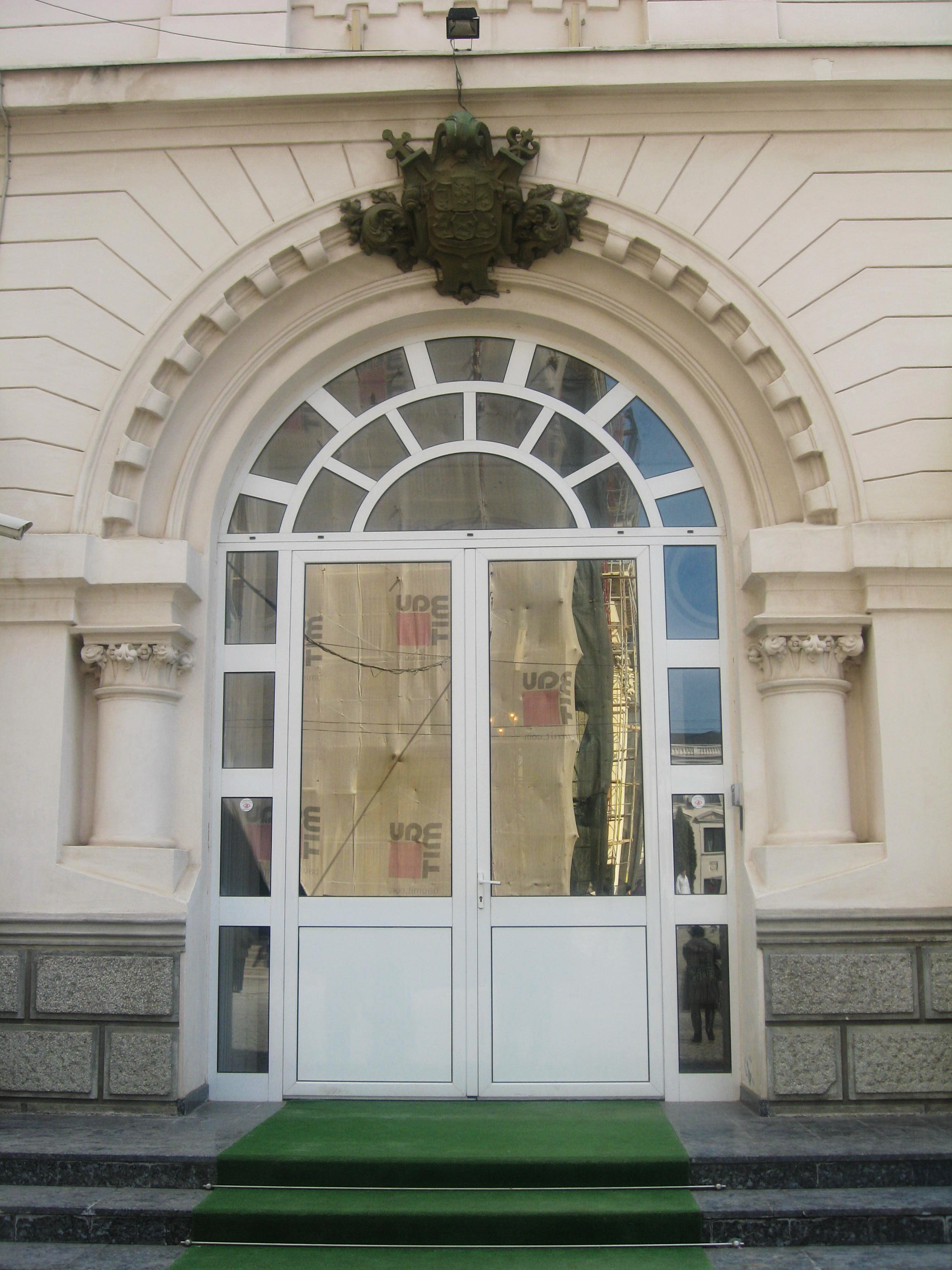
Portalul de intrare de pe latura nordică
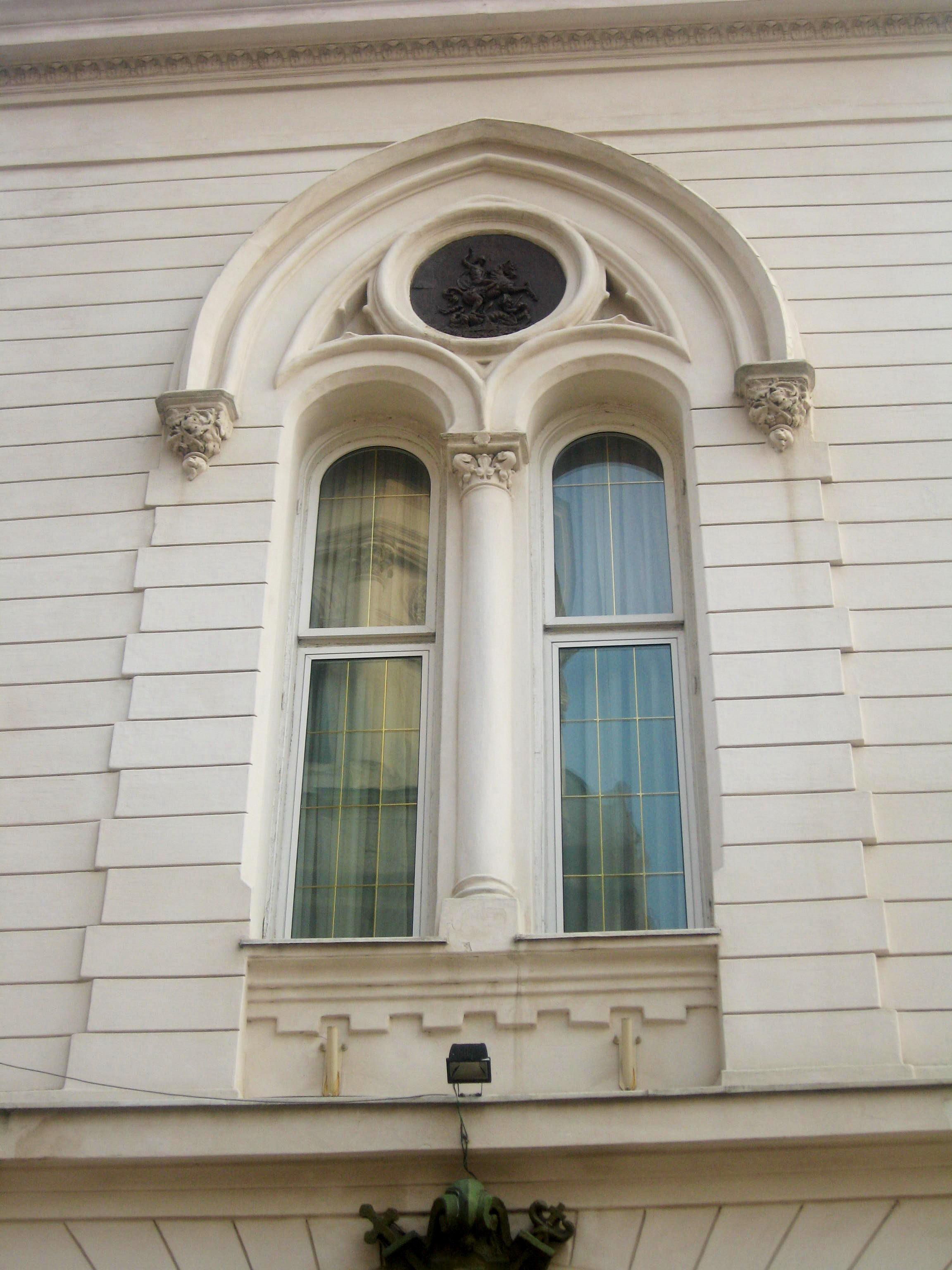
Fereastră
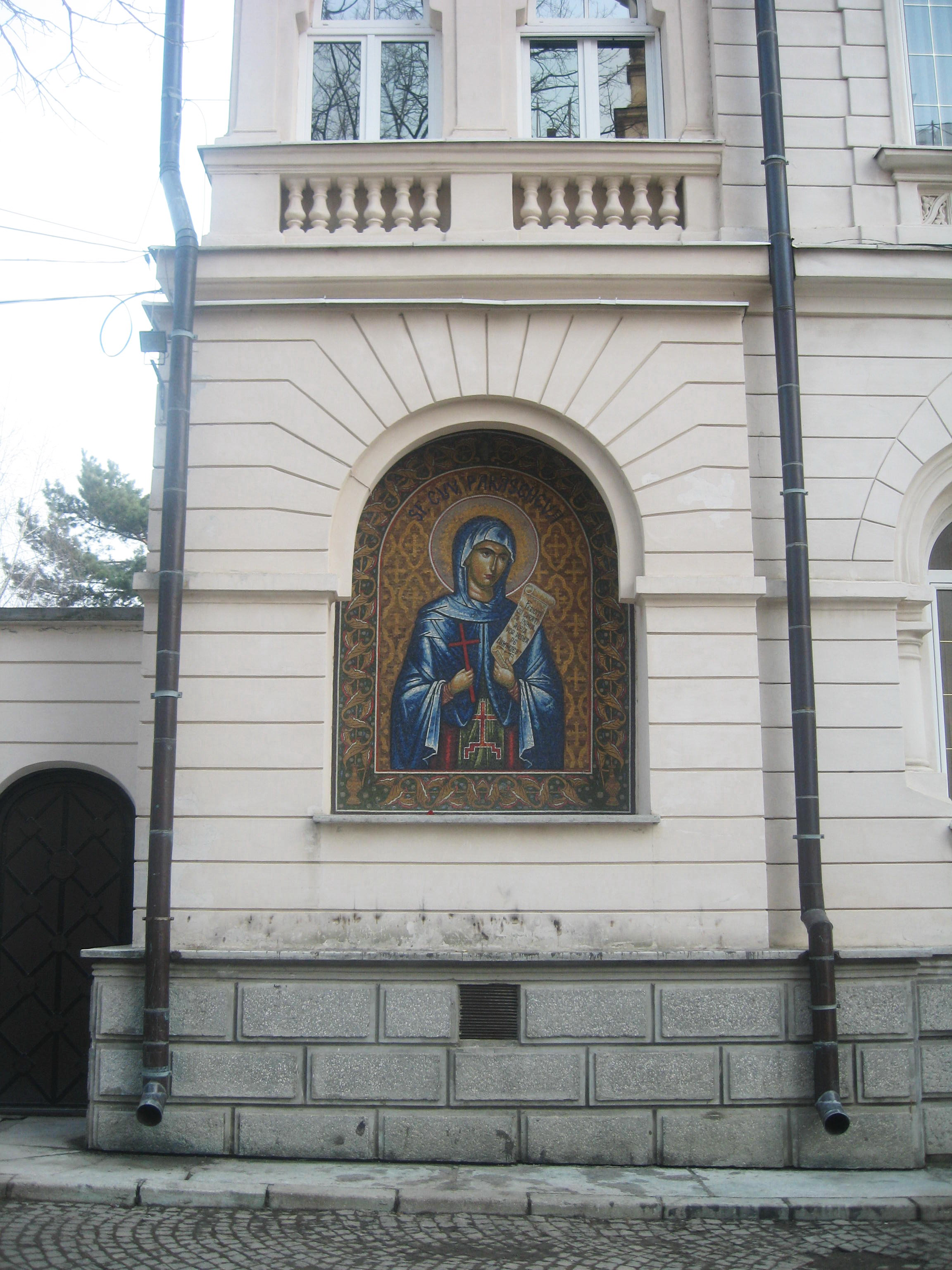
Mozaicul cu chipul Sfintei Parascheva aflat pe faţada nordică
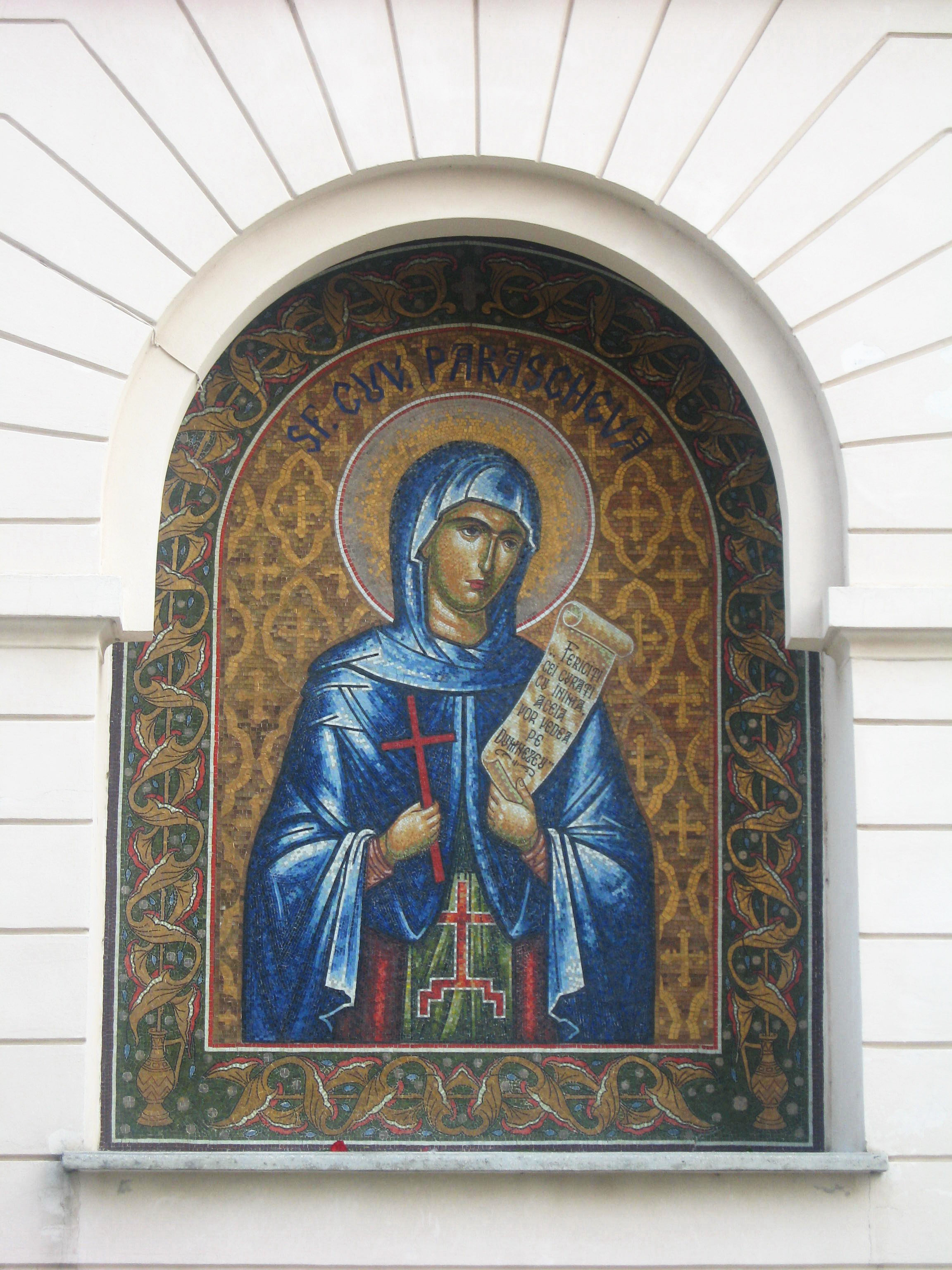
Mozaicul cu chipul Sfintei Parascheva
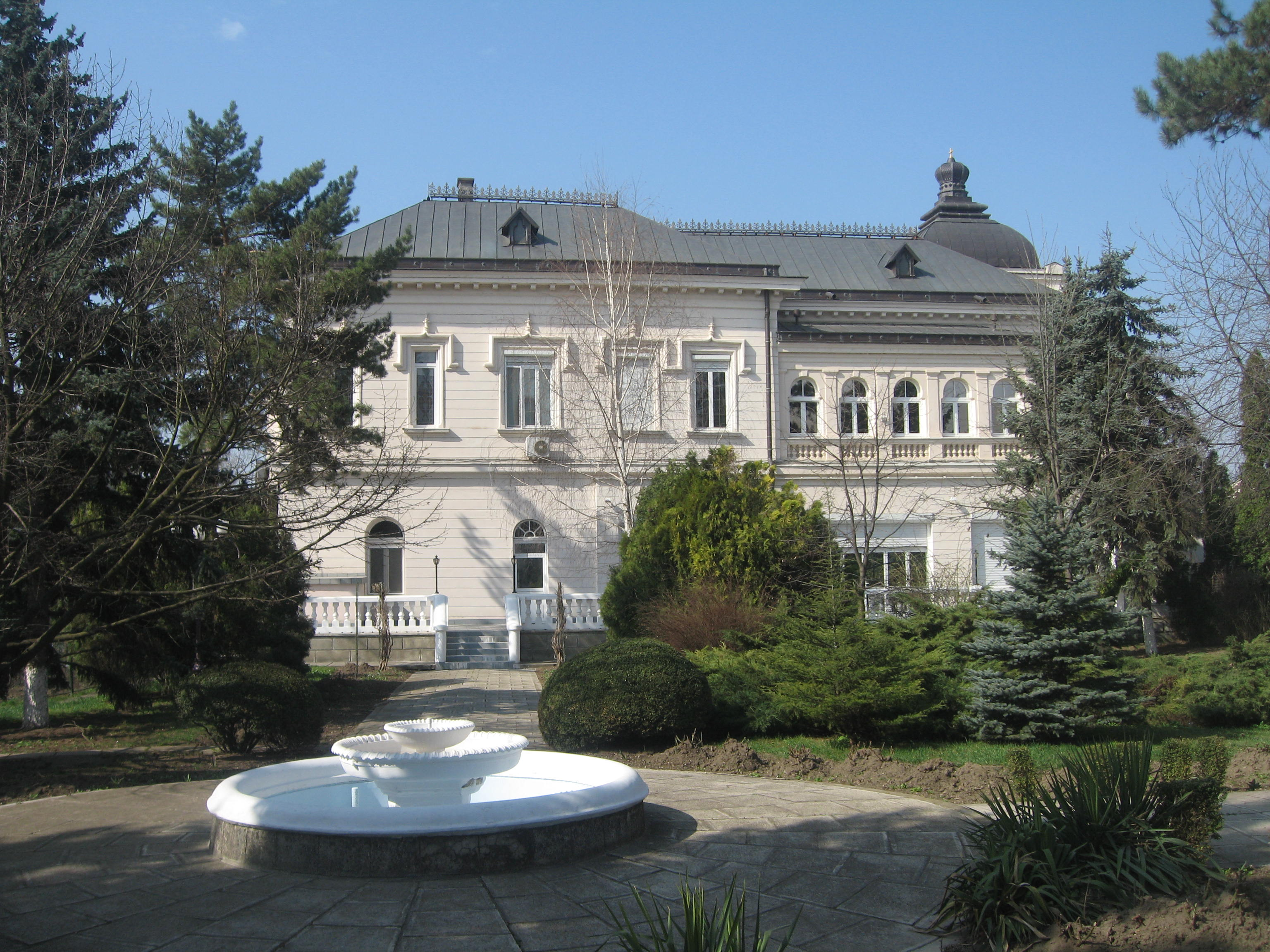
Latura estică
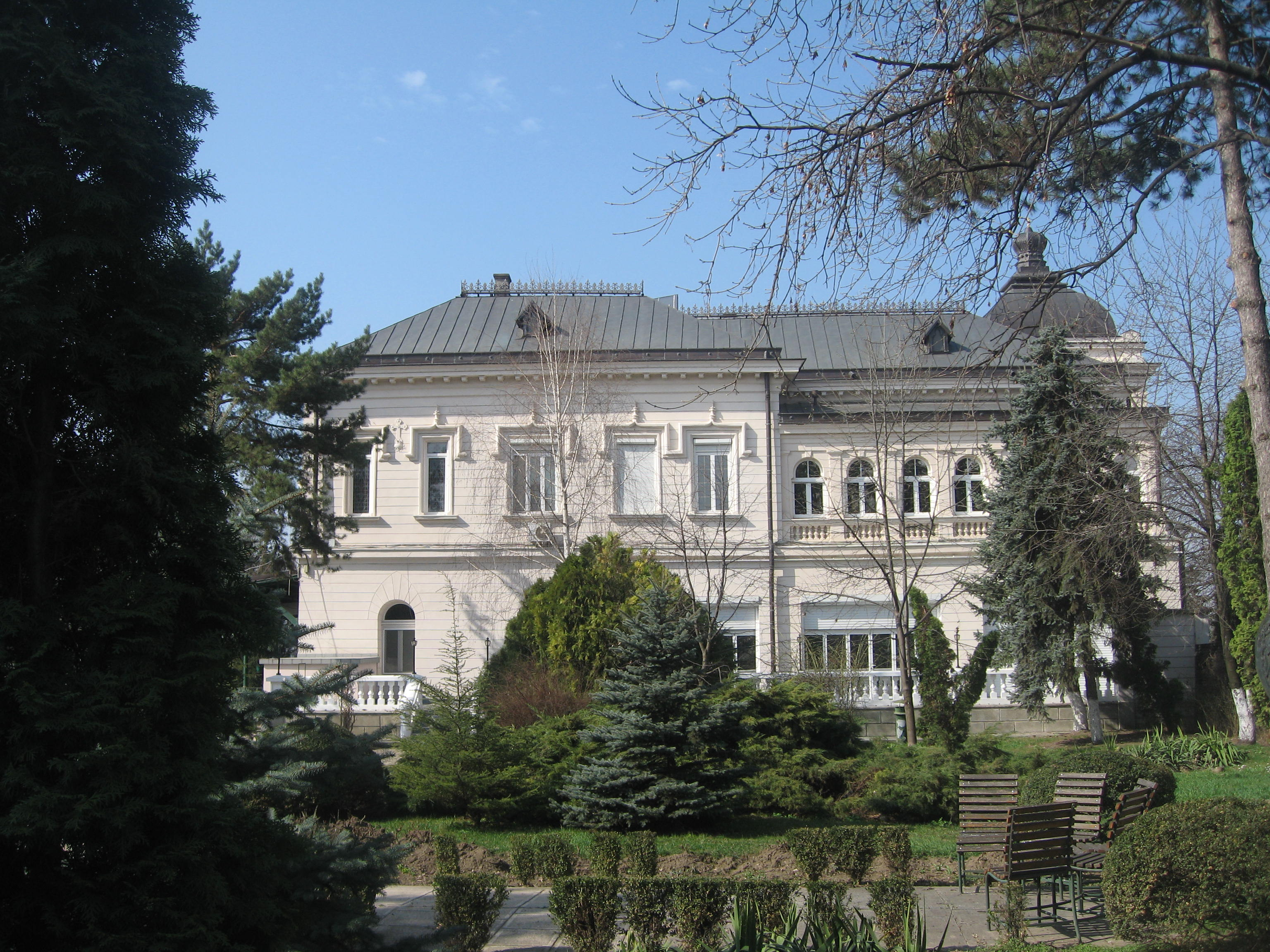
Latura estică
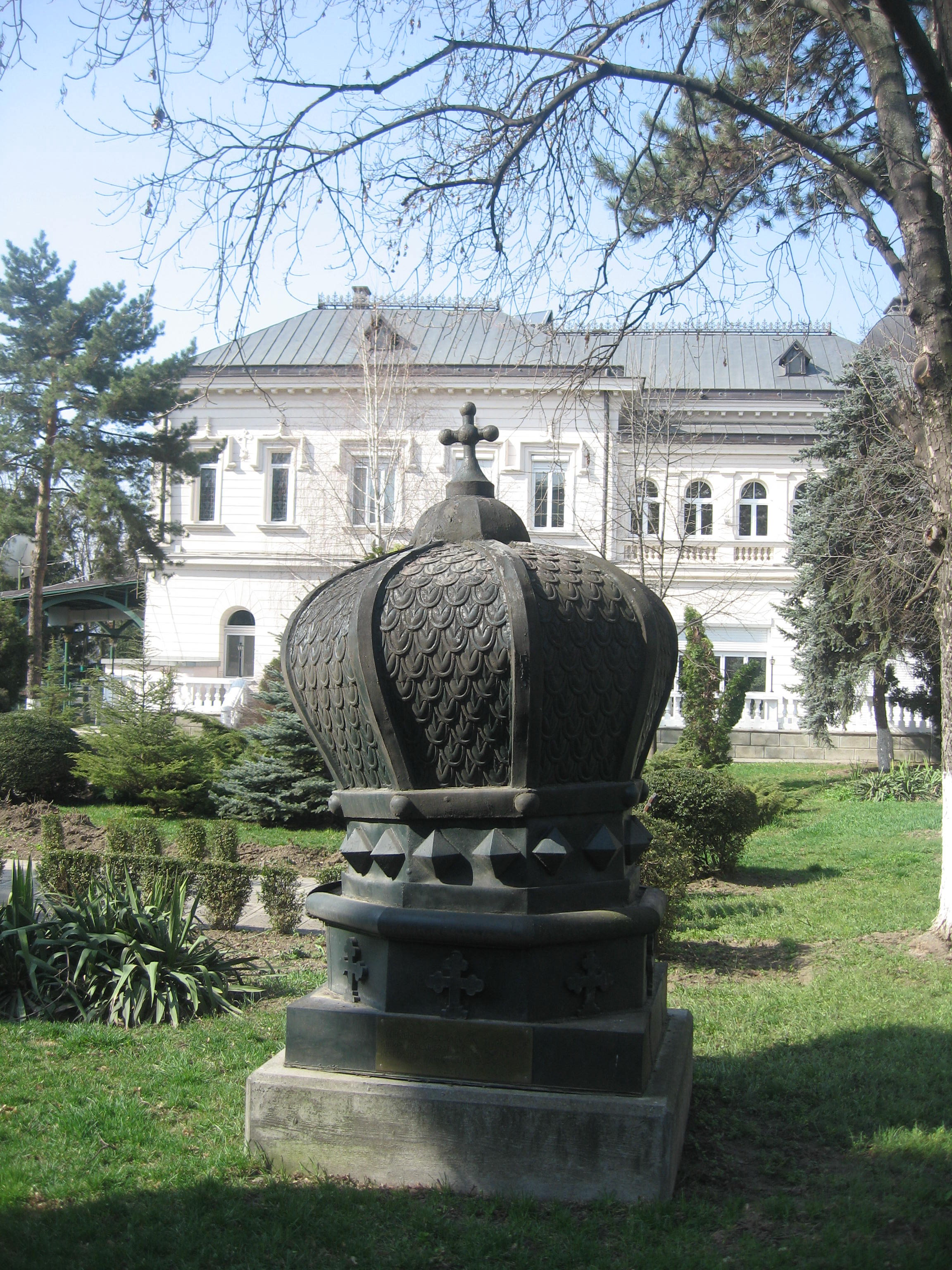
Element decorativ în formă de mitră recuperat de pe acoperişul palatului
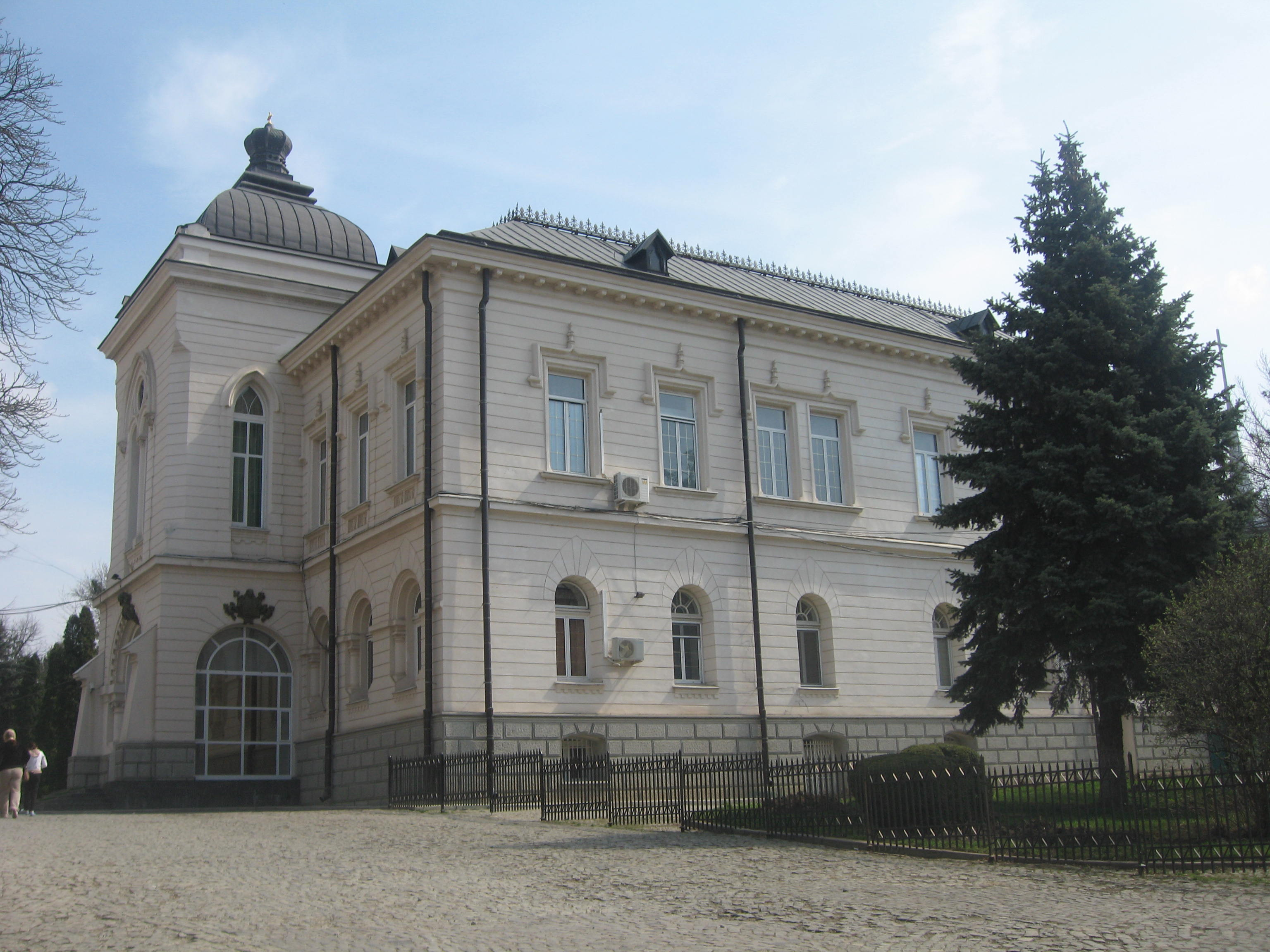
Latura vestică
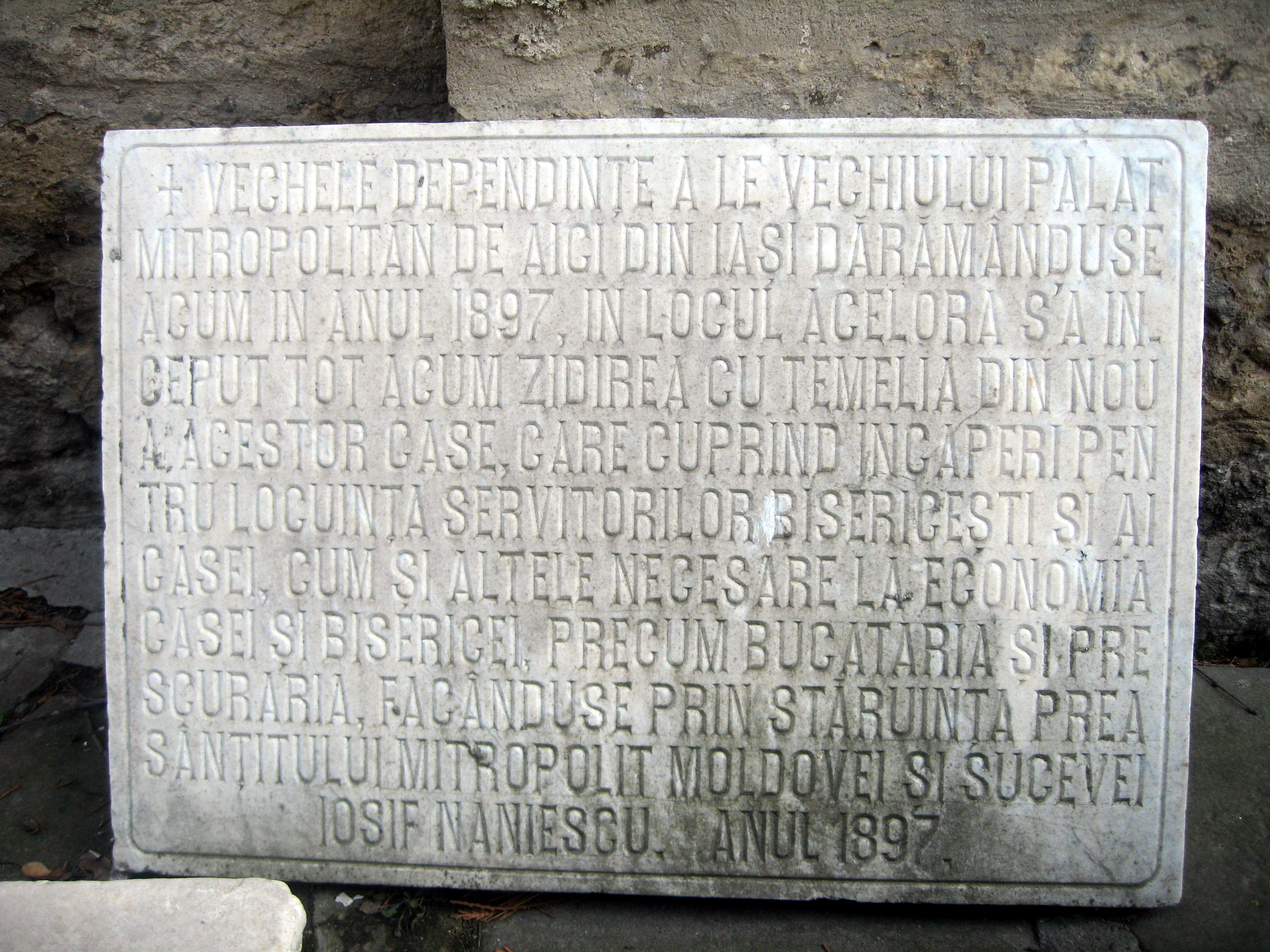
Pisanie cu lucrările de reconstrucţie a dependinţelor Palatului Mitropolitan din 1897